# Jack Noren
Jack Noren (* 19. Oktober 1929 in Chicago als Jack Norén; † 17. März 1990 ebenda) ist ein schwedisch-US-amerikanischer Jazz-Schlagzeuger, der gelegentlich auch als Sänger hervortrat.

## Leben und Wirken
Noren spielte zunächst in jugendlichem Alter kurze Zeit bei Gene Ammons und bei lokalen Gruppen in Chicago, bevor er 1946 mit seinen Angehörigen in deren schwedische Heimat zurückkehrte.
Nach einer Zeit als Waldarbeiter gehörte Noren 1948 zum Orchester von Thore Jederby. Daneben war er an den Bebop-Aufnahmen der Band von Nisse Skoog (1948) beteiligt, um dann mit Seymour Österwall zu arbeiten (1949). 1949 schloss er sich Arne Domnérus an und spielte von 1950 bis 1952 in der Band von Domnérus und Rolf Ericson im National Ballroom in Stockholm; zwischen 1951 und 1953 arbeitete er auch mit Lars Gullin. Zu dieser Zeit galt Noren als der beste Schlagzeuger des Modern Jazz in Schweden; er tourte und machte Aufnahmen mit amerikanischen Gaststars wie James Moody (1949, 1951), Charlie Parker und Zoot Sims (beide 1950), Stan Getz und Lee Konitz (beide 1951) sowie Clifford Brown und George Wallington (beide 1953).
Noren spielte auch Schlagzeug auf Aufnahmen von Reinhold Svensson und Gösta Törner (beide 1949), Swede Starband (1950), Expressens Elitorkester (1950, 1952), Leonard Feathers Swinging Swedes und dem Jazzkritikerorkester 1951 (beide 1951), Jazzkritikernas Elitorkester, Bengt Hallberg und Putte Wickman (alle 1952), und Åke Persson, den Scandia All Stars und den Swinging Swedes (alle 1953); als Sänger machte er Aufnahmen mit Jederby (1949), Domnérus und Ericson (1951) und dem Schlagzeuger Anders Burman (1952).
1954 kehrte er in die USA zurück und lebte in Chicago, wo er zumeist lokal in den Trios von Eddie Higgins (Aufnahme 1958), Dave Poskonka und dem Pianisten Marty Rubenstein (1959–60) auftrat. 1960 und 1961 war er wieder in Schweden, wo er erneut mit Monica Zetterlund (1960) spielte und dann im Quartett von Nisse Sandström; auch begleitete er amerikanische Gastmusiker wie Coleman Hawkins und Nat Adderley und machte Aufnahmen mit Zetterlund, Rune Öfwerman („Jack’s Back“) und der Rundfunkband von Harry Arnold. Noren kehrte in den frühen 1960er Jahren wieder in die USA zurück, wo er seine Karriere nicht mehr fortsetzte.

## Diskografie (Auswahl)
- 1950: Arne Domnérus Orkester
- 1950: Charlie Parker -In Sweden
- 1951: Rolf Ericsons Orkester
- 1951: Stan Getz - Dear Old Stockholm
- 1952: Lars Gullins Quintet
- 1953: Yvette/You Go to My Head (Karusell 38)
- 1958: Jack Noren, Sture Swenson The Exhibit
- 1960: Harry Arnold Premiär